# Frederick C. Sherman
Frederick Carl Sherman (ur. 27 maja 1888, zm. 27 lipca 1957) – amerykański oficer United States Navy i lotnik, jeden z najbardziej utytułowanych admirałów II wojny światowej.

## Życiorys
Sherman urodził się w Port Huron w stanie Michigan w roku 1888. Jego pradziadek, Loren Sherman, był wieloletnim wydawcą i redaktorem lokalnej gazety The Daily Times w Port Huron. Ojciec, Frederick Ward Sherman, sprzedał tytuł i wydawnictwo w roku 1907 i wyemigrował do Kalifornii, gdzie w roku 1911 otworzył nową gazetę The Daily Independent w Santa Barbara, bądąc jak dziadek redaktorem i wydawcą.
Sherman studiował w United States Naval Academy, którą ukończył w 1910 roku. Podczas I wojny światowej służył jako dowódca okrętów podwodnych H-2 i O-2.
Gdy uzyskał licencję pilota lotnictwa morskiego Sherman w roku 1937 został oficerem wykonawczym lotniskowca USS „Saratoga” (CV-3) i Bazy Lotnictwa Morskiego w San Diego, które to obowiązki pełnił do roku 1938. W roku 1940 został dowódcą lotniskowca USS „Lexington” (CV-2) i był nim aż do straty okrętu w bitwie na Morzu Koralowym, kiedy to wykazał się odwagą i profesjonalizmem dbając o los załogi tonącej jednostki, którą opuścił jako ostatni.
Awansowany na stopień kontradmirała służył do końca 1942 roku jako asystent szefa sztabu dowódcy United States Navy admirała Ernesta Kinga. W roku 1943 został dowódcą 2 Grupy Lotniskowców w ramach tworzonej właśnie Fast Carrier Task Force, a w latach 1944-1945 dowodził grupą uderzeniową TG 38.3 (dwa duże lotniskowce „Essex” i „Lexington” oraz dwa lekkie „Princeton” i „Langley”).
24 października 1944 roku, w czasie walk morskich u wybrzeży Leyte, Japończycy zaatakowali TG 38.3 Shermana z lotnisk na Luzonie. Japońscy lotnicy ponieśli ogromne straty od ognia myśliwców pokładowych, lecz gdy wydawało się, że atak został odparty, zza chmur znurkował pojedynczy bombowiec D4Y Suisei i trafił bombą w pokład lotniskowca „Princeton”. Bomba eksplodowała w piekarni okrętowej, a płomienie szybko dotarły do pokładu hangarowego, gdzie stało sześć samolotów torpedowych, które natychmiast zajęły się ogniem. Zaczęły się wewnętrzne eksplozje i wiadomo było, że okręt jest skazany na zagładę. Co więcej, gdy do jego burty podszedł krążownik „Birmingham”, aby pomóc w zwalczaniu pożaru i przejąć część załogi, nastąpiła potężna eksplozja. Krążownik miał 299 zabitych i 420 rannych, czyli dużo więcej, niż lotniskowiec, na którym zginęło 108 ludzi, a 190 zostało rannych). „Princeton” zatonął dobity tego samego dnia torpedami własnych okrętów.
Sherman był trzykrotnie dekorowany Krzyżem Marynarki Wojennej. 11 stycznia 1961 roku jego imieniem nazwane zostało lotnisko Sherman US Navy Field na San Clemente Island u wybrzeży Kalifornii. Awansowany w roku 1945 na wiceadmirała został − już po wojnie, w roku 1946 − dowódcą 5 Floty.
Odszedł na emeryturę w 1947 roku i zmarł 27 lipca 1957 roku w San Diego .
Ted Sherman napisał, opartą na własnych doświadczeniach książkę Combat Command, historię walk na pacyficznym teatrze działań II wojny światowej. Książka została wydana nakładem E.P. Dutton Inc w 1950 i wznowiona przez Bantam Books w 1982 roku.